# Columnea guianensis
Columnea guianensis är en tvåhjärtbladig växtart som beskrevs av Conrad Vernon Morton. Columnea guianensis ingår i släktet Columnea och familjen Gesneriaceae. Inga underarter finns listade i Catalogue of Life.